# Dolina Morennaja
Dolina Morennaja (Transkription von russisch Долина Моренная ‚Moränental‘) ist ein Tal im Mac-Robertson-Land. In den Prince Charles Mountains liegt es auf der Westseite des Mount Trott.
Russische Wissenschaftler benannten es.